# Irmgard Pinn
Irmgard Pinn (geboren 1946) ist eine deutsche Soziologin. Sie lebt in Aachen.  Sie hat diverse Publikationen zur Geschichte der Soziologie, insbesondere der Soziologie im Nationalsozialismus, sowie zum Bild der muslimischen Frau im europäischen Diskurs verfasst. Pinn gehört dem Wissenschaftlichen Beirat des Duisburger Instituts für Sprach- und Sozialforschung (DISS) an.
Pinn konvertierte 1981 zum Islam. Sie ist Mitglied im Zentralrat der Muslime in Deutschland. 2013 sprach sie als Gastrednerin der Iranischen Botschaft in Deutschland über die Lage der Frau im Iran. Sie vertrat dort unter anderem den Standpunkt, die Emanzipation der iranischen Frau sei fortgeschrittener als die westlicher Frauen. Der Journalist Jörg Lau warf ihr daraufhin vor, dort eine „absurde Rechtfertigungslitanei für Frauen-Unterdrückung“ vorgetragen zu haben.

## Schriften (Auswahl)
- Irmgard Pinn, Michael Nebelung: Vom „klassischen“ zum aktuellen Rassismus in Deutschland. Das Menschenbild der Bevölkerungstheorie und Bevölkerungspolitik. Duisburger Institut für Sprach- und Sozialforschung, Duisburg 1991, ISBN 3-88515-126-X. (1. Aufl.) 1992, 2. Aufl., ISBN 3-927388-21-1.
- Irmgard Pinn, Marlies Wehner: EuroPhantasien: die islamische Frau aus westlicher Sicht. Duisburger Institut für Sprach- und Sozialforschung, Duisburg 1995, ISBN 3-927388-49-1.
- Verlockende Moderne? Türkische Jugendliche im Blick der Wissenschaft. Duisburger Institut für Sprach- und Sozialforschung, Duisburg 1998, ISBN 3-927388-68-8.
- „Gastarbeiter“ kamen – Muslime sind geblieben. Migranten und Migrantinnen aus muslimischen Ländern in den deutschen Medien. Gesellschaft Muslimischer Sozial- und Geisteswissenschaftler, Köln 2000.
- Irmgard Pinn, Marlies Wehner (Red.): Islamisches Denken im Wandel und die europäische Aufklärung : [Dokumentation] / [Internationales Symposium Islamisches Denken im Wandel und die Europäische Aufklärung], 21./22. Januar 2006 im Haus der Evangelischen Kirche. Veranst. vom Annemarie-Schimmel-Forum für Interkulturelle und Interreligiöse Verständigung e. V. Verlag  Berlin: VIW, Verl. für Integration und Wiss. 2007